# 奇飞云
奇飞云（1971年10月—），女，蒙古族，内蒙古准格尔旗人，2000年12月加入中国共产党，1994年7月参加工作，内蒙古师范大学地理系地理专业毕业，经济学在职研究生学历，对外经济贸易大学财政学专业经济学博士。曾任内蒙古自治区纪律检查委员会常委，乌兰察布市政府市长等职务。现任内蒙古自治区生态环境厅党组书记、厅长。

## 生平
曾长期在内蒙古自治区纪律检查委员会工作。
2020年3月，任内蒙古自治区乌海市委副书记、政法委书记；5月兼任海勃湾区委书记。
2021年2月，任内蒙古自治区乌兰察布市长。
2025年2月，任内蒙古自治区生态环境厅党组书记